# Port lotniczy Tanger
Port lotniczy Tanger (IATA: TNG, ICAO: GMTT) – międzynarodowy port lotniczy położony 11 km na zachód od Tangeru, w regionie Tanger-Tetuan, w północnym Maroku.

## Linie lotnicze i połączenia
| Linia lotnicza          | Kierunek |
| ----------------------- | --- |
| Air Arabia Maroc        | 1. Agadir 2. Amsterdam 3. Barcelona 4. Bilbao 5. Bruksela 6. Kolonia/Bonn 7. Stambuł-Sabiha Gökçen 8. Londyn-Gatwick 9. Lyon 10. Madryt 11. Montpellier 12. Nador 13. Paryż-Charles de Gaulle 14. Walencja Sezonowo: 1. Palma de Mallorca |
| Air Cairo               | 1. Kair |
| Air France              | Sezonowo: 1. Paryż-Charles de Gaulle |
| Alexandria Airlines     | Sezonowe czartery: 1. Szarm el-Szejk |
| Binter Canarias         | Sezonowo: 1. Gran Canaria |
| Brussels Airlines       | Sezonowo: 1. Bruksela |
| Corendon Airlines       | Sezonowo: 1. Kolonia/Bonn (od 4 lipca 2024) |
| Eurowings               | Sezonowo: 1. Kolonia/Bonn 2. Düsseldorf |
| Iberia                  | 1. Madryt 2. Malaga |
| Royal Air Maroc         | 1. Amsterdam 2. Bruksela 3. Stambuł 4. Paryż-Orly Sezonowo: 1. Barcelona 2. Londyn-Gatwick 3. Madryt |
| Royal Air Maroc Express | 1. Al-Husajma 2. Casablanca |
| Ryanair                 | 1. Agadir 2. Barcelona (od 2 maja 2024) 3. Paryż-Beauvais 4. Mediolan-Bergamo 5. Bordeaux 6. Bruksela-Charleroi 7. Eindhoven (od 4 maja 2024) 8. Essaouira (od 4 maja 2024) 9. Karlsruhe/Baden-Baden 10. Lizbona (od 2 maja 2024) 11. Londyn-Stansted 12. Madryt 13. Malaga 14. Marrakesz 15. Manchester 16. Marsylia 17. Memmingen 18. Ouarzazate (od 4 maja 2024) 19. Oujda (od 2 maja 2024) 20. Porto 21. Rzym-Ciampino 22. Sewilla 23. Tuluza 24. Walencja 25. Weeze Sezonowo: 1. Carcassonne (od 1 maja 2024) |
| TAP Portugal            | Sezonowo: 1. Lizbona |
| Transavia.com           | 1. Nantes (od 1 lipca 2024) 2. Paryż-Orly 3. Rotterdam |
| TUI fly Belgium         | Sezonowo: 1. Antwerpia 2. Bruksela 3. Liège |
| Vueling Airlines        | 1. Barcelona 2. Paryż-Orly |